# Ґлінник (Томашовський повіт)
Ґлінник (пол. Glinnik) — село в Польщі, у гміні Любохня Томашовського повіту Лодзинського воєводства.
Населення — 540 осіб (2011).
У 1975-1998 роках село належало до Пйотрковського воєводства.

## Демографія
Демографічна структура станом на 31 березня 2011 року:
|          | Загалом | Допрацездатний вік | Працездатний вік | Постпрацездатний вік |
| -------- | ------- | ------------------ | ---------------- | -------------------- |
| Чоловіки | 266     | 67                 | 173              | 26                   |
| Жінки    | 274     | 57                 | 149              | 68                   |
| Разом    | 540     | 124                | 322              | 94                   |